# WrestleMania 36
Cet article concerne l'édition 2020 de l'événement WrestleMania. Pour toutes les autres éditions, voir WrestleMania.
La 36e édition de WrestleMania (chronologiquement connue comme WrestleMania XXXVI) est un Premium Live Event de catch (lutte professionnelle) produit par la World Wrestling Entertainment, une fédération de catch américaine qui est télédiffusée et visible en paiement à la séance sur le WWE Network. L'événement a eu lieu, pour la première fois de son histoire, les 4 et 5 avril 2020 à huis clos au WWE Performance Center à Orlando. Le Raymond James Stadium à Tampa était originellement prévu pour accueillir ce spectacle, mais la pandémie de coronavirus contraint les autorités à annuler tout rassemblement de plus de 50 personnes. Il s'agit de la 36e édition de WrestleMania qui fait partie, avec le Royal Rumble, SummerSlam et les Survivor Series, du « Big Four » à savoir « les Quatre Grands », les quatre plus grands événements que produit la compagnie chaque année.

## Choix du lieu
Le 7 mars 2019, la World Wrestling Entertainment (WWE) annonce que WrestleMania 36 va avoir lieu au Raymond James Stadium à Tampa. La cérémonie du WWE Hall of Fame est prévu la veille à l'Amalie Arena. Début mars 2020, le coronavirus commence à toucher les américains et la ville de Tampa envisage le 10 mars de reporter WrestleMania 36 à une date ultérieure car 70 000 spectateurs sont attendus. Finalement la WWE décide le 16 mars que WrestleMania 36 va avoir lieu à huis clos au WWE Performance Center à Orlando.
Selon un message Twitter de Georgia Smith, qui devrait faire partie de la cérémonie de WWE Hall of Fame pour introniser son défunt père, Davey Boy Smith (British Bulldog), la WWE a l'intention de déplacer la cérémonie du Temple de la renommée en août à SummerSlam à Boston. Cependant, ils ne sont pas en mesure de confirmer une annonce à ce moment en raison de la pandémie.

## Contexte
Les spectacles de la World Wrestling Entertainment (WWE) sont constitués de matchs aux résultats prédéterminés par les scénaristes de la WWE. Ces rencontres sont justifiées par des storylines – une rivalité avec un catcheur, la plupart du temps – ou par des qualifications survenues dans les shows de la WWE tels que Raw et SmackDown. Tous les catcheurs possèdent une gimmick, c'est-à-dire qu'ils incarnent un personnage gentil (Face) ou méchant (Heel), qui évolue au fil des rencontres. Un événement comme WrestleMania est donc un événement tournant pour les différentes storylines en cours,.

### Brock Lesnar (c) contre Drew McIntyre
Le 26 janvier au Royal Rumble, Drew McIntyre a remporté le 30-Men Royal Rumble match. Le lendemain à Raw, il choisit officiellement Brock Lesnar comme adversaire.

### The Undertaker contre AJ Styles
Le 8 mars à Elimination Chamber, AJ Styles a perdu face à Aleister Black dans un No Disqualification match à la suite d'une intervention extérieure de l'Undertaker. Quinze soirs plus tard à Raw, The Phenomenal défie The Deadman dans un Boneyard match au PLE. Plus tard dans la soirée, les deux catcheurs signent officiellement le contrat de leur match.

### John Cena contreThe FiendBray Wyatt
Le 28 février à SmackDown, John Cena a fait son retour après 7 mois d'absence et annoncé ne pas participer au PLE, jusqu'à ce que The Fiend Bray Wyatt apparaisse et le défie dans un match en pointant le logo du doigt, ce que l'ancien quintuple champion du mode finit par accepter.

### Goldberg (c) contre Braun Strowman
Le 27 février à Super ShowDown, Goldberg est redevenu champion Universel, pour la seconde fois, en battant The Fiend Bray Wyatt. Le lendemain à SmackDown, Roman Reigns lui annonce être le prochain avant de s'en aller. Quatorze soirs plus tard à SmackDown, les deux catcheurs signent officiellement le contrat de leur match pour la ceinture au PLE.
Le jour même du PLE, à cause de la pandémie de Covid-19 aux États-Unis et du fait qu'il a eu la leucémie, le Samoan sera finalement remplacé par Braun Strowman.

### Bayley (c) contre Lacey Evans contre Sasha Banks contre Naomi contre Tamina
Le 26 janvier au Royal Rumble, Bayley, la championne de SmackDown, a conservé son titre en battant Lacey Evans. Le 20 mars à SmackDown, Paige, l'ancienne GM du show bleu, fait une dernière apparition et annonce un Fatal 5-Way Elimination match au PLE, dans lequel la championne va mettre sa ceinture en jeu contre quatre autres catcheuses : sa même adversaire, sa meilleure amie Sasha Banks, Naomi et Tamina.

### Kevin Owens contre Seth Rollins
Le 9 décembre 2019 à Raw, après avoir démenti une alliance avec les AOP, Seth Rollins a effectué un Heel Turn, car il a commandité une attaque de ces derniers sur Kevin Owens dans les coulisses, puis a porté un Stomp sur le catcheur canadien. Revenu sur la scène, il a accusé les fans de lui avoir tourné le dos, malgré ses efforts pour eux. Le 30 décembre à Raw, il a adopté une nouvelle gimmick de son personnage : celle du Monday Night Messiah, un « messie » qui sacrifie les autres pour la plus grande cause, et a créé sa propre faction avec les AOP à ses côtés.
La semaine suivante à Raw, il recrute Buddy Murphy dans ses rangs.

## Tableaux des matchs

### 4 avril
| Ordre par numéros | Résultat                                                                            | Stipulation(s)                                                          | Temps |
| --- | ----------------------------------------------------------------------------------- | ----------------------------------------------------------------------- | ----- |
| 1P | Cesaro bat Drew Gulak                                                               | Match simple                                                            | 4:26  |
| 2 | Alexa Bliss et Nikki Cross battent The Kabuki Warriors (Asuka et Kairi Sane) (c)    | Tag Team match pour les WWE Women's Tag Team Championship               | 15:05 |
| 3 | Elias bat King Corbin                                                               | Match simple                                                            | 9:00  |
| 4 | Becky Lynch (c) bat Shayna Baszler                                                  | Match simple pour le WWE Raw Women's Championship                       | 8:30  |
| 5 | Sami Zayn (c) (avec Shinsuke Nakamura et Cesaro) bat Daniel Bryan (avec Drew Gulak) | Match simple pour le WWE Intercontinental Championship                  | 9:20  |
| 6 | John Morrison (c) bat Kofi Kingston et Jimmy Uso                                    | Triple Threat Ladder match pour les WWE SmackDown Tag Team Championship | 18:30 |
| 7 | Kevin Owens bat Seth Rollins                                                        | No Disqualification match,                                              | 17:20 |
| 8 | Braun Strowman bat Goldberg (c)                                                     | Match simple pour le WWE Universal Championship                         | 2:10  |
| 9 | The Undertaker bat AJ Styles (avec The Good Brothers)                               | Boneyard match                                                          | 19:00 |
| La lettre C placée entre parenthèses désigne la personne ou l’équipe championne en titre. P – indique que le match a eu lieu lors du pré-show |                                                                                     |                                                                         |       |

### 5 avril
| Ordre par numéros | Résultat | Stipulation(s)                                                           | Temps |
| --- | --- | ------------------------------------------------------------------------ | ----- |
| 1P | Liv Morgan bat Natalya                                                                                         | Match simple                                                             | 6:25  |
| 2 | Charlotte Flair bat Rhea Ripley (c) par soumission                                                             | Match simple pour le NXT Women's Championship                            | 20:30 |
| 3 | Aleister Black bat Bobby Lashley (avec Lana)                                                                   | Match simple                                                             | 7:20  |
| 4 | Otis (avec Mandy Rose) bat Dolph Ziggler (avec Sonya Deville)                                                  | Match simple                                                             | 8:15  |
| 5 | Edge bat Randy Orton                                                                                           | Last Man Standing match                                                  | 36:35 |
| 6 | The Street Profits (Angelo Dawkins et Montez Ford) (c) battent Austin Theory et Angel Garza (avec Zelina Vega) | Tag Team match pour les WWE Raw Tag Team Championship                    | 6:20  |
| 7 | Bayley (c) bat Lacey Evans, Sasha Banks, Naomi et Tamina                                                       | Fatal 5-Way Elimination match pour le WWE SmackDown Women's Championship | 19:20 |
| 8 | "The Fiend" Bray Wyatt bat John Cena                                                                           | Firefly Fun House match                                                  | 13:00 |
| 9 | Drew McIntyre bat Brock Lesnar (c) (avec Paul Heyman)                                                          | Match simple pour le WWE Championship                                    | 4:35  |
| La lettre C placée entre parenthèses désigne la personne ou l’équipe championne en titre. P – indique que le match a eu lieu lors du pré-show | |                                                                          |       |

## Accueil critiques
L'événement a été accueilli positivement par les fans et a reçu des critiques mitigées à positives de la part des critiques. Alors que la plupart étaient d'accord pour dire que WrestleMania 36 souffrait à la fois d'une mauvaise avance et de l'absence d'un public en direct, beaucoup estimaient que l'événement a dépassé les attentes. Les critiques et les fans faisant largement l'éloge des matchs de Boneyard et Firefly Fun House comme le meilleur de l'événement. pour leur unicité et leur ton excessif (et dans le cas de ce dernier, son inventivité et son humour); le ladder match pour le WWE SmackDown Tag Team Championship et Kevin Owens contre Seth Rollins ont également été distingués par la plupart des avis.
Brent Brookhouse de CBS Sports était positif, reconnaissant que "de nombreux fans hésitaient naturellement à croire que la WWE pourrait offrir un spectacle méritant le titre de WrestleMania, mais la société a en quelque sorte réussi l'impossible en offrant deux nuits de catch convaincante sans des dizaines de milliers de fans présents. " Il a classé les matchs Boneyard et Firefly Fun House matchs comme les meilleurs matchs pour les deux parties.
Le rapport Bleacher a déclaré: "Il est difficile de juger cet événement. Vous devez prendre le bon avec le mauvais, maintenir une intégrité honnête avec la critique, mais aussi pardonner et reconnaître que ce n'est pas ainsi que WrestleMania était censé être." Ils ont donné une critique positive, bien qu'ils aient classé Elias contre King Corbin et Black contre Bobby Lashley et le match pour le titre féminin de SmackDown comme les points faibles de l'événement. De plus, Bleacher Report a donné au match de Boneyard une note de 4,5 étoiles 5, le match le mieux noté des deux nuits, tout en donnant au match du championnat universel une étoile de 0,5, le match le moins bien noté de l'événement.

## Conséquences

### Raw
Lors de l'épisode de Raw de la nuit suivante a montré "le Main Event de la WrestleMania caché", dans lequel Drew McIntyre a conservé le championnat de la WWE contre The Big Show après environ 25 minutes après que McIntyre avait vaincu Brock Lesnar pour remporter le titre.
La championne des femmes de Raw, Becky Lynch, a parlé de son match contre Shayna Baszler à WrestleMania et a déclaré que Baszler savait où la trouver si elle voulait s'affronter à nouveau. La semaine suivante, Baszler a remporté son match de qualification pour concourir dans le match féminin de l'échelle Money in the Bank.
Les champions par équipe de Raw Tag The Street Profits (Angelo Dawkins et Montez Ford) ont affronté Austin Theory et Angel Garza (accompagné de Zelina Vega) dans un match revanche pour les titres où les champions se sont une fois de plus maintenus, mais par disqualification grâce à Vega. Bianca Belair est de nouveau sortie après le match et a défié Vega pour un match qui s'est terminé par un match nul. Un match par équipes mixtes de six personnes s'est ensuivi avec Belair et les Street Profits battant Theory, Garza et Vega.
Dans l'épisode du 13 avril, Seth Rollins a déclaré qu'en perdant face à Kevin Owens à WrestleMania, il avait été crucifié et qu'il s'était vraiment levé (achetant son gadget "Monday Night Messiah"). Il a ensuite attaqué le champion de la WWE Drew McIntyre après le match de ce dernier en lui portant deux Superkick et un Curbstomb, établissant par la suite un match pour le titre de Money in the Bank.

### SmackDown
Dans l'épisode suivant de SmackDown, Bray Wyatt a interrompu le nouveau champion universel Braun Strowman après que ce dernier a battu Shinsuke Nakamura dans un non-title match. Wyatt a rappelé à Strowman que c'était lui qui l'avait amené à la WWE avec son ancienne écurie de la famille Wyatt. Wyatt, qui avait perdu le titre contre Goldberg à Super ShowDown (2020), a ensuite déclaré qu'il voulait récupérer son titre et Strowman a accepté le défi, qui était prévu pour Money in the Bank (2020).
Également sur le SmackDown suivant, Tamina a souligné le fait que Bayley ni aucun autre compétiteur dans le match éliminatoire à cinq voies mortel ne l'a battue et a défié Bayley à un match en simple pour le Championnat féminin de SmackDown. Bayley a accepté si Tamina pouvait vaincre son amie Sasha Banks, la semaine suivante Tamina bat Sasha Banks et s'offre un match contre Bayley pour le championnat féminin de SmackDown .
Pendant la même soirée, les nouvelles championnes de la WWE Women's Tag Team Alexa Bliss et Nikki Cross ont conservé le titre lors d'un match revanche contre les Kabuki Kabuki (Asuka et Kairi Sane).
Puisqu'un seul membre de chaque équipe a concouru pour le championnat SmackDown Tag Team à WrestleMania, Big E du The New Day a suggéré que les autres membres de l'équipe s'affrontent dans un triple match de menace pour le titre. Le match a eu lieu la semaine suivante au cours de laquelle Big E a vaincu Jey Uso et The Miz pour remporter le championnat SmackDown Tag Team pour une sixième fois record pour The New Day.
Également sur le SmackDown suivant, Tucker du Heavy Machinery a affronté Dolph Ziggler dans un match revanche du SmackDown avant WrestleMania dans un effort perdant; Otis et Mandy Rose étaient absentes cette nuit-là. La semaine suivante, Sonya Deville a appelé Rose pour purifier l'air entre eux. Une Deville émotionnelle a ensuite déclaré que Rose était la personne la plus égoïste qu'elle ait jamais rencontrée. Deville a également déclaré qu'elle était la meilleure lutteuse et que Rose n'était rien de plus qu'un régal pour les yeux. Ziggler est alors sortie et a déclaré à Rose qu'elle ne pouvait pas nier la chimie entre eux. Deville a ensuite attaqué Rose, ce qui a incité Otis à sortir et à attaquer Ziggler. Lors de l'épisode du 1er mai, Otis a de nouveau battu Ziggler pour se qualifier pour le match d'échelles Money in the Bank.